# 共聚合方程
共聚合方程（英語：copolymerization equation，也称作共聚物组成方程，在英文文献中也被称作Mayo–Lewis equation），该方程表示了共聚合反应中某时刻单体的反应速率比或共聚物组成与对应时刻的单体组成之间的关系。该方程于1944年由弗兰克·R·马约和弗里德里克·M·路易斯研究苯乙烯与甲基丙烯酸甲酯的共聚反应时提出。

## 表达式
该方程考虑两种单体{\displaystyle M_{1}\,}和{\displaystyle M_{2}\,}的混合物，和这两种单体之间发生的四种不同的反应，其中{\displaystyle M_{1}^{*}\,}和 {\displaystyle M_{2}^{*}\,}代表以{\displaystyle M_{1}\,}和{\displaystyle M_{2}\,}为端基的活性种。对应的，就有四个反应速率常数{\displaystyle k\,}:
{\displaystyle M_{1}^{*}+M_{1}{\xrightarrow {k_{11}}}M_{1}M_{1}^{*}\,}
{\displaystyle M_{1}^{*}+M_{2}{\xrightarrow {k_{12}}}M_{1}M_{2}^{*}\,}
{\displaystyle M_{2}^{*}+M_{2}{\xrightarrow {k_{22}}}M_{2}M_{2}^{*}\,}
{\displaystyle M_{2}^{*}+M_{1}{\xrightarrow {k_{21}}}M_{2}M_{1}^{*}\,}
定义链增长阶段的竞聚率为端基为某单体的链继续与相同单体反应的速率常数和该链与另一种单体反应的速率常数的比值。
{\displaystyle r_{1}={\frac {k_{11}}{k_{12}}}\,}
{\displaystyle r_{2}={\frac {k_{22}}{k_{21}}}\,}
可推导出共聚方程为
{\displaystyle {\frac {d\left[M_{1}\right]}{d\left[M_{2}\right]}}={\frac {\left[M_{1}\right]\left(r_{1}\left[M_{1}\right]+\left[M_{2}\right]\right)}{\left[M_{2}\right]\left(\left[M_{1}\right]+r_{2}\left[M_{2}\right]\right)}}}
此处用中括号表示某物质的浓度，这一方程给出了两种单体在某时刻反应速率的比和混合物中单体浓度的关系。

## 组成表达形式
为了更好得表达共聚物组成和单体组成的关系，可以将上述方程改写成摩尔分数的形式。定义单体{\displaystyle M_{1}\,}和{\displaystyle M_{2}\,}在反应混合物中的摩尔分数为{\displaystyle f_{1}\,}和{\displaystyle f_{2}\,}，此时：
{\displaystyle f_{1}=1-f_{2}={\frac {M_{1}}{(M_{1}+M_{2})}}\,}
定义两种单体在共聚物中所占的摩尔分数为{\displaystyle F_{1}\,}和{\displaystyle F_{2}\,}，此时：
{\displaystyle F_{1}=1-F_{2}={\frac {dM_{1}}{d(M_{1}+M_{2})}}\,}
将该定义与上节所列方程联用，可以得到：
{\displaystyle F_{1}=1-F_{2}={\frac {r_{1}f_{1}^{2}+f_{1}f_{2}}{r_{1}f_{1}^{2}+2f_{1}f_{2}+r_{2}f_{2}^{2}}}\,}